# 千葉西警察署
千葉西警察署（ちばにしけいさつしょ）は、千葉県警察が管轄する警察署。署長は警視。

## 所在地
- 千葉市美浜区真砂二丁目1番1号

## 管轄区域
- 千葉市美浜区
- 千葉市花見川区の一部（検見川町1～3・5丁目、武石町1～2丁目、浪花町、西小中台、花園1～5丁目、花園町、幕張町1～6丁目、幕張本郷1～7丁目、南花園1～2丁目）
- 千葉市稲毛区の一部（稲丘町・稲毛・稲毛台町・稲毛町・稲毛東・小仲台・小中台町）

## 庁舎概要
千葉西警察署庁舎
- 竣工年：1979年
- 延床面積：3,606m²
- 構造/規模：SRC造、地上5階

千葉西警察署倉庫、車庫
- 竣工年：1979年
- 延床面積：624m²
- 構造/規模：S造、地上1階

## 沿革
- 1980年（昭和55年）2月1日：千葉中央警察署から分離、開署。

## 交番

### 千葉市美浜区
- 稲毛海岸駅前交番（千葉市美浜区高洲3丁目24番）
- 検見川浜駅前交番（千葉市美浜区真砂4丁目2番）
- 幸町交番（千葉市美浜区幸町2丁目12番1号）
- 幕張メッセ交番（千葉市美浜区ひび野1丁目109番地）
- 真砂交番（千葉市美浜区真砂5丁目14番10号）
- 稲毛駅前交番（千葉市稲毛区稲毛東3丁目8番14号）

### 千葉市稲毛区
- 小中台交番（千葉市稲毛区小仲台5丁目1番2号）

### 千葉市花見川区
- 新検見川駅前交番（千葉市花見川区南花園2丁目1番2号）
- 幕張交番（千葉市花見川区幕張町1丁目7673の1）
- 幕張駅前交番（千葉市花見川区幕張町5丁目121番地）
- 幕張本郷駅前交番（千葉市花見川区幕張本郷1丁目1番2号）

## 連絡所
- 稲毛警察官連絡所 - 旧稲毛交番：2007年4月1日より交番再編により管轄を稲毛海岸駅前交番に移管

## 駐在所

### 千葉市美浜区
- 高洲駐在所（千葉市美浜区高洲3丁目3番10号） - 旧高洲交番：2007年4月1日より交番再編により駐在所に切り替え